# Gersemia loricata
Gersemia loricata is een zachte koraalsoort uit de familie Nephtheidae. De koraalsoort komt uit het geslacht Gersemia. Gersemia loricata werd in 1878 voor het eerst wetenschappelijk beschreven door von Marenzeller. 